# Fontana del cortile delle carrozze (Nápoly)
A Fontana del cortile delle carrozze (magyarul A hintók udvarának kútja) egy nápolyi díszkút a királyi palota mögött a Piazza Plebiscitón. Neve egykori funkciójára utal, amikor a hintókhoz tartazó lovakat itt itatták meg.